# Hayate
Hayate Racing Team var ett team i MotoGP 2009 som bildades av resterna av Kawasaki, som valde att stoppa sin roadracingsatsning. I en överenskommelse med Dorna Sports bildades Hayate som ett motorcykel-team utan fabriksstöd för att Kawasaki skulle slippa böterna som Dorna Sports utkrävde.
Hayate Racing Team körde med Kawasakis ZX-RR och som förare hade de Marco Melandri. Efter 2009 års säsong lämnade Kawaski som sagt projektet och teamet fortsatte 2010 i Moto2 under namnet Forward Racing.